# Família Hilda

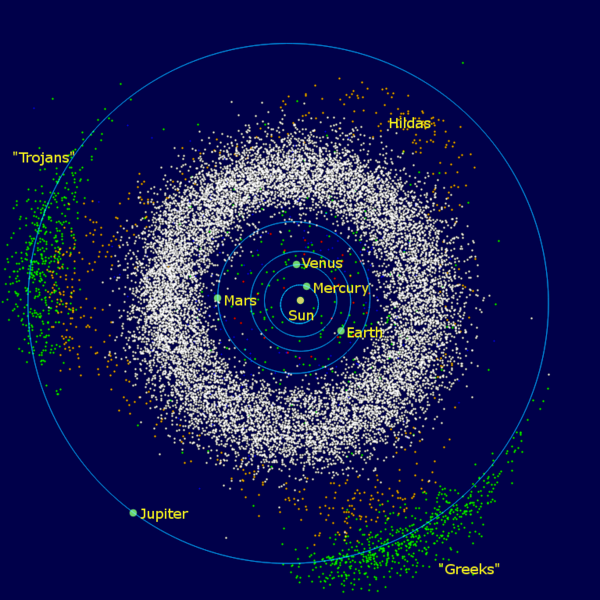
Is asteroides do interior do Sistema Solar. Os asteroides da família Hilda estão em marrom.

A família Hilda consiste de asteroides com um eixo semi-maior entre 3,7 e 4,2 UA, uma excentricidade menor do que 0,3, e uma inclinação menor do que 20°. Eles não formam uma família de asteroides verdadeira, visto que não são descendentes de um antigo corpo celeste comum, sendo ao invés disso um "grupo dinâmico" de corpos, feitos de asteroides em uma ressonância orbital 2:3 com Júpiter. As órbitas elípticas dos membros da família Hilda são de tal forma que seus afélios estão do lado oposto a Júpiter, ou 60° à frente ou atrás de Júpiter, nos pontos L4 e L5 de Lagrange. Em três órbitas, cada asteróide da família passa por todos estes três pontos, em sequência. O asteroide que dá o grupo seu nome é 153 Hilda, descoberto por Johann Palisa em 1875. Mais de 1,1 mil asteroides Hilda foram descobertos até o presente, incluindo objetos não-numerados.
A superfície dos asteroides da família Hilda correspondem ao baixo albedo dos asteroides tipo D e tipo P, embora alguns possuam albedos de asteroides tipo C. A cor da superfície dos asteroides tipo D e tipo P, tais como Hildas e troianos encontrados no exterior do cinturão de asteroides são similares a núcleos cometários, e portanto, possuem superfícies mineralógicas similares a tais núcleos. Isto indica que ambos possuem uma origem comum.